# Wyandotte (jaskinia)
Wyandotte – jaskinia w USA, w stanie Indiana.
Jaskinia Wyandotte została utworzona w wapieniach karbońskich, posiada system korytarzy na 5 poziomach, salę o średnicy 400 m i wysokości 50 m oraz amfiteatr z kolumną kalcytową.